# Метиленовая группа
Метиле́новая гру́ппа (-CH2-) — это любая часть молекулы, состоящая из двух атомов водорода, связанных с атомом углерода, который соединен с остальной частью молекулы двумя одинарными связями. Группа может быть представлена как CH2<, где «<» — две связи.

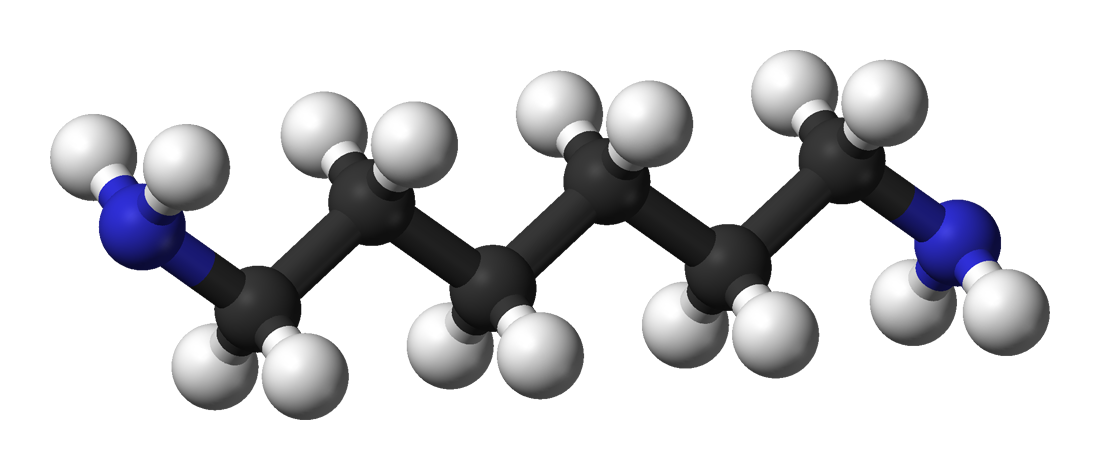
Молекула гексаметилендиамина содержит шесть метиленовых групп.

Это отличается от ситуации, когда атом углерода связан с остальной частью молекулы двойной связью, которую предпочтительно называют метилиденовой группой, представленной CH2=. Ранее название «метиленовый» использовалось для обоих изомеров. Название «метиленовый мостик» может использоваться для изомера с одинарной связью, чтобы подчеркнуто исключить метилиден. Это различие часто важно, поскольку двойная связь химически отличается от двух одинарных связей.
Метиленовую группу следует отличать от радикала CH2, который представляет собой самостоятельную молекулу, называемую метилиденом или карбеном. Раньше его также называли метиленом.

## Активированный метилен

Кислотность диэтилмалоната, 1,3-дикарбонильного соединения

Центральный углерод в 1,3-дикарбонильном соединении известен как активированная метиленовая группа. Это объясняется тем, что в силу своей структуры этот углерод является особенно кислым и легко депротонируется с образованием метиленовой группы.